# وولفشلوگن
وولفشلوگن (به آلمانی: Wolfschlugen) یک شهر در آلمان است که در ااسلینگن واقع شده‌است. وولفشلوگن ۶٬۲۹۶ نفر جمعیت دارد.